# Hiroto Goya
Hiroto Goya (呉屋 大翔 Goya Hiroto?,  nacido el 2 de enero de 1994 en Kawanishi, Hyōgo) es un futbolista japonés. Juega de delantero.

## Trayectoria

### Clubes
| Club                          | País  | Año         |
| ----------------------------- | ----- | ----------- |
| Gamba Osaka                   | Japón | 2016 - 2019 |
| Gamba Osaka sub-23 (préstamo) | Japón | 2016 - 2017 |
| Tokushima Vortis (préstamo)   | Japón | 2018        |
| V-Varen Nagasaki (préstamo)   | Japón | 2019        |
| Kashiwa Reysol                | Japón | 2020 - 2021 |

## Estadísticas

### Clubes
Actualizado al 3 de diciembre de 2017
| Rendimiento de club | Rendimiento de club        | Rendimiento de club | Liga     | Liga  | Copa               | Copa               | Copa de la Liga | Copa de la Liga | Continental | Continental | Otro      | Otro      | Total    | Total |
| Año                 | Club                       | Liga                | Partidos | Goles | Partidos           | Goles              | Partidos        | Goles           | Partidos    | Goles       | Partidos  | Goles     | Partidos | Goles |
| Japón               | Japón                      | Japón               | Liga     | Liga  | Copa del Emperador | Copa del Emperador | Copa de la Liga | Copa de la Liga | Asia        | Asia        | Supercopa | Supercopa | Total    | Total |
| ------------------- | -------------------------- | ------------------- | -------- | ----- | ------------------ | ------------------ | --------------- | --------------- | ----------- | ----------- | --------- | --------- | -------- | ----- |
| 2012                | Universidad Kwansei Gakuin | -                   | -        | -     | 1                  | 0                  | -               | -               | -           | -           | -         | -         | 1        | 0     |
| 2013                | Universidad Kwansei Gakuin | -                   | -        | -     | 1                  | 1                  | -               | -               | -           | -           | -         | -         | 1        | 1     |
| 2014                | Universidad Kwansei Gakuin | -                   | -        | -     | 2                  | 2                  | -               | -               | -           | -           | -         | -         | 2        | 2     |
| 2015                | Universidad Kwansei Gakuin | -                   | -        | -     | 1                  | 0                  | -               | -               | -           | -           | -         | -         | 1        | 0     |
| Total               | Total                      | Total               | -        | -     | 5                  | 3                  | -               | -               | -           | -           | -         | -         | 5        | 3     |
| 2016                | Gamba Osaka                | J1                  | 14       | 1     | 1                  | 0                  | 4               | 1               | 1           | 0           | 0         | 0         | 20       | 2     |
| 2017                | Gamba Osaka                | J1                  | 9        | 1     | 1                  | 0                  | 1               | 0               | 0           | 0           | -         | -         | 11       | 1     |
| Total               | Total                      | Total               | 23       | 2     | 2                  | 0                  | 5               | 1               | 1           | 0           | 0         | 0         | 31       | 3     |
| 2018                | Tokushima Vortis           | J2                  | 0        | 0     | 0                  | 0                  | -               | -               | -           | -           | -         | -         | 0        | 0     |
| Total               | Total                      | Total               | 0        | 0     | 0                  | 0                  | -               | -               | -           | -           | -         | -         | 0        | 0     |
| Total de carrera    | Total de carrera           | Total de carrera    | 23       | 2     | 7                  | 3                  | 5               | 1               | 1           | 0           | 0         | 0         | 36       | 6     |

Rendimiento en reserva
| Rendimiento de club | Rendimiento de club | Rendimiento de club | Liga     | Liga  | Total    | Total |
| Año                 | Club                | Liga                | Partidos | Goles | Partidos | Goles |
| Japón               | Japón               | Japón               | Liga     | Liga  | Total    | Total |
| ------------------- | ------------------- | ------------------- | -------- | ----- | -------- | ----- |
| 2016                | Gamba Osaka sub-23  | J3                  | 11       | 7     | 11       | 7     |
| 2017                | Gamba Osaka sub-23  | J3                  | 2        | 0     | 2        | 0     |
| Total de carrera    | Total de carrera    | Total de carrera    | 13       | 7     | 13       | 7     |